# Nobuo Ikeda
Pour les articles homonymes, voir Ikeda.
Nobuo Ikeda (池田 信夫, Ikeda Nobuo), né le 23 octobre 1953 est un économiste japonais originaire de la préfecture de Kyoto, professeur à l'université Jobu jusqu'en 2012. Il est depuis professeur invité à la SBI Graduate School à Yokohama, conférencier à l'université Aoyama Gakuin et directeur de l'Institut Agora.
Il est l'auteur d'une récente introduction à l'édition en japonais de l'ouvrage Le Capital au XXIe siècle de Thomas Piketty, (« Comprendre les principaux arguments de Piketty en 60 minutes »).

## Source de la traduction
- (en) Cet article est partiellement ou en totalité issu de l’article de Wikipédia en anglais intitulé « Nobuo Ikeda » (voir la liste des auteurs).